# 全球暖化潛勢
全球暖化潛勢（英語：Global Warming Potential，缩写：GWP），亦作全球升溫潛能值，是衡量溫室氣體對全球暖化影響的一種手段。是將特定氣體和相同質量二氧化碳比較之下，造成全球暖化的相對能力。二氧化碳的全球暖化潛勢定義為1。全球暖化潛勢是溫室效應的影響因子之一。
計算全球暖化潛勢時，一般會以一段特定長度的評估期間為準（如一百年），提到全球暖化潛勢時也需一併說明其評估期間的長度。
在京都議定書中受到管制的物質有二種：一種是具有很高的全球暖化潛勢，另一種是全球暖化潛勢不大，但在地球大氣層中的濃度正快速上昇。

## 影響因素
一化學物質的全球暖化潛勢和以下因素有關：
- 化學物質對於紅外線的其吸收能力。
- 其吸收光谱波长的範圍。
- 化學物質在大氣中的壽命。

若化學物質的全球暖化潛勢很高，表示其對紅外線的吸收能力很強，且在大氣中的壽命也很長。至於全球暖化潛勢和吸收光谱波长的關係比較複雜，即使一氣體在特定波长吸收紅外線輻射的效果很好，但該波長範圍的紅外線輻射已被大氣所吸收，氣體本身的全球暖化潛勢也不會很高。若一氣體吸收紅外線輻射的波長範圍恰好是大氣所吸收的波長範圍外，其全球暖化潛勢就會比較高。全球暖化潛勢和波長之間的函數關係已經用實驗的方式求得，而且也已有圖表可查閱。
溫室氣體的全球暖化潛勢和其紅外線光譜有關，可以利用紅外吸收光譜法研究溫室氣體，來了解人類活動對全球氣候變化的影響。

## 計算全球暖化潛勢
輻射效應提供了一種簡化的方式來在許多可能影響氣候的因素之間互相比較，而全球暖化潛勢也是一種有關輻射特性的簡化指標，可以用來估測及比較許多不同氣體的排放對氣候系統的潛在影響。全球暖化潛勢和許多因素有關，包括各種氣體相對二氧化碳的輻射效率、氣體的濃度及氣體相對於二氧化碳，在大氣中的衰減。
政府間氣候變化專門委員會（IPCC）計算全球暖化潛勢的數值，此數值是普遍被接受的數值，在1996年至2001年之間有輕微的變動。在IPCC第三次评估报告中有定義GWP的計算方式。一化學物質的全球暖化潛勢定義為從開始釋放一公斤該物質起，一段時間內輻射效應的對時間積分，相對於同條件下釋放一公斤參考氣體（二氧化碳）對應時間積分的比值：
{\displaystyle GWP\left(x\right)={\frac {\int _{0}^{TH}a_{x}\cdot \left[x(t)\right]dt}{\int _{0}^{TH}a_{r}\cdot \left[r(t)\right]dt}}}
其中TH是計算時的評估期間長度；ax是一公斤氣體的輻射效率（單位為Wm−2 kg−1）；x(t)則是在一公斤氣體在t=0時間釋放到大氣後，隨時間衰減之後的比例。分子是待測化學物質的積分量，分母則是二氧化碳的積分量。隨著時間變化，輻射效率ax及ar可能不是常數。許多溫室氣體吸收紅外線輻射的量和其濃度成正比，但有些重要的溫室氣體（如二氧化碳、甲烷、一氧化二氮）目前的紅外線吸收量和其濃度成非線性的關係，而且未來也可能仍然是非線性關係。
由於全球暖化潛勢是以二氧化碳的的數據為基準，且二氧化碳紅外線吸收量和其濃度成非線性的關係，因此此非線性關係會影響所有氣體的全球暖化潛勢。若不考慮二氧化碳非線性的調整，會低估其他溫室氣體的全球暖化潛勢。
全球暖化潛勢和氣體在大氣中衰減的速率有關，這方面的資料多半無法得到準確的數值，其數值不能視為精確無誤。因此在引述全球暖化潛勢的資料時時需標註其數據的來源。
混合氣體的全球暖化潛勢不易計算，其數據無法用單純將成份氣體的全球暖化潛勢加權後產生。

### 在京都議定書中的使用
在制訂京都議定書時，參與成員決定(decision 2/CP.3) （页面存档备份，存于）在計算溫室氣體的產生及減量時，使用依照IPCC第二次评估报告所列的方式來計算全球暖化潛勢，以便將各種溫室氣體轉換為可比較的二氧化碳當量。

## 評估期間的重要性
一物質的全球暖化潛勢和其計算時使用的評估期間長短有關，在空氣中很快就分解的氣體可能在評估期間初期對潛勢有很大的影響，但在評估期間的中後期，因部份氣體已被分解，對潛勢的影響就會大為降低。依照IPCC第二次评估报告的結果，甲烷20年的全球暖化潛勢為72，但100年的全球暖化潛勢為25。不過不是所有溫室氣體的全球暖化潛勢都評估期間加長而變小，如六氟化硫20年的全球暖化潛勢為16,300，但100年的全球暖化潛勢為22,800。
一般來言，法規中的全球暖化潛勢其評估時間都是以一百年為準。如加州空气资源局的相關法規。

## 數據
以下的數據是以二氧化碳為評估的基準氣體，因此二氧化碳的全球暖化潛勢為1。
| 溫室氣體                 | 生命期（年） | 全球暖化潛勢的評估時間 | 全球暖化潛勢的評估時間 | 全球暖化潛勢的評估時間 |
| ------------------------ | ------------ | ---------------------- | ---------------------- | ---------------------- |
| 溫室氣體                 | 生命期（年） | 20年                   | 100年                  | 500年                  |
| 甲烷                     | 12 (12)      | 72 (62)                | 25 (23)                | 7.6 (7)                |
| 一氧化二氮               | 114 (114)    | 289 (275)              | 298 (296)              | 153 (156)              |
| HFC-23（氫氟碳化合物）   | 270 (260)    | 12,000 (9400)          | 14,800 (12,000)        | 12,200 (10,000)        |
| HFC-134a（氫氟碳化合物） | 14 (13.8)    | 3,830 (3,300)          | 1,430 (1,300)          | 435 (400)              |
| 六氟化硫                 | 3200 (3,200) | 16,300 (15,100)        | 22,800 (22,200)        | 32,600 (32,400)        |
| 全氟三丁胺（PFTBA）      |              |                        | 7,100                  |                        |

雖然水蒸氣吸收紅外線輻射的能力很強，也是目前地球最主要的溫室氣體，不過因為水蒸氣在大氣中的濃度和溫度有關，其凝結的雲霧能反射陽光降低地表溫度，而且水面佔了71%的地表無法改善大氣中的水蒸氣的含量；因此未計算水蒸氣的全球暖化潛勢。

## 參照
- 排放係數（英语：Emission factor）
- 排放標準（英语：Emission standard）
- 輻射效應
- 總等效地球溫升衝擊（英语：Total equivalent warming impact）
- 臭氧破壞潛勢

## 外部連結
- 2007年聯合國跨政府氣候變遷小組第4次評估報告Working Group 1 (WG1) 及報告的第2章(Changes in Atmospheric Constituents and in Radiative Forcing（页面存档备份，存于）) 其中包括GWP的資訊。
- 2001 IPCC Third Assessment Report (TAR) page on Global Warming Potentials及Direct GWP.
- List of Global Warming Potentials and Atmospheric Lifetimes 美国国家环境保护局
- Greenhouse Gases and Global Warming Potential Values, Excerpt from the Inventory of U.S. Greenhouse Gas Emissions and Sinks: 1990-2000（页面存档备份，存于） 美国国家环境保护局
- An overview of the role of H2O as a greenhouse gas（页面存档备份，存于）
- GWP and the different meanings of CO2e explained（页面存档备份，存于）